# Smoljatsjkovo
Smoljatsjkovo (Russisch: Смолячково) is een stadsdeelgemeente in het district Koerortny in de federale stad Sint-Petersburg. De plaats is de meest westelijke stadsdeelgemeente van Sint-Petersburg en telt 610 inwoners (2010). Smoljatsjkovo is hiermee op Serovo na qua inwonertal de kleinste stadsdeelgemeente van Sint-Petersburg.
In Smoljatsjkovo bevindt zich een negental zomerkampen en pensions.

## Geschiedenis

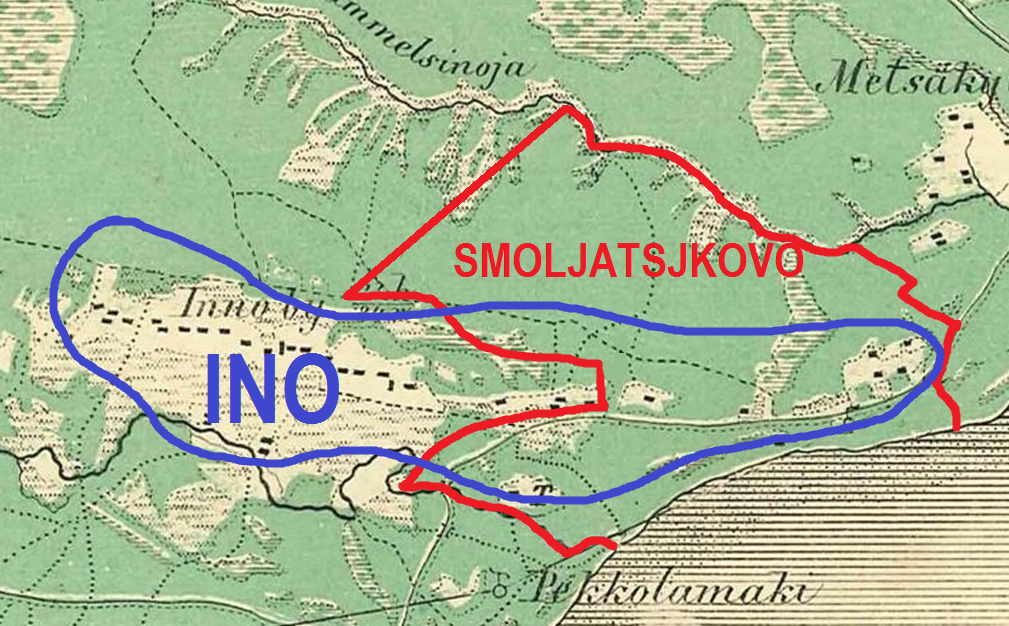
Kaart uit 1855 met in het blauw de schematische grenzen van het voormalige Ino en in het rood de huidige grenzen van Smoljatsjkovo

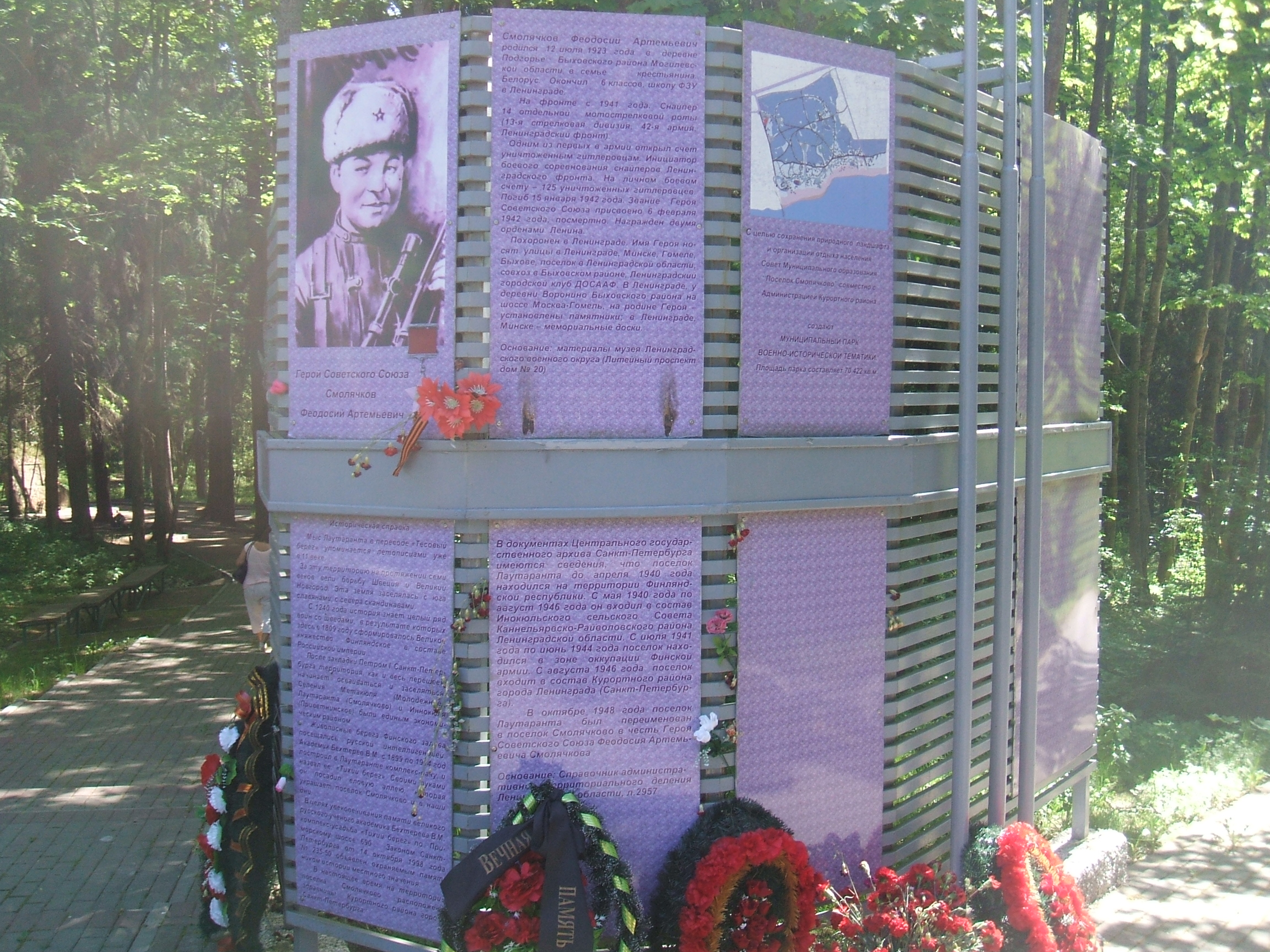
Het monument gewijd aan Feodosieja Smoljatsjkovo in een park

In 1832 verscheen het gebied waar het huidige Smoljatsjkovo ligt als onderdeel van "Ino" op een kaart. Het grootste deel van Ino lag echter in het huidige dorp Privetninskoje. Aan het begin van de twintigste eeuw verscheen Smoljatsjkovo vooral op kaarten onder de naam Lautaranta (Russisch: Лаутаранта). Lautaranta omvatte alleen het huidige Smoljatsjkovo en niet net als Ino ook andere huidige dorpen. Lautaranta kan vertaald worden als "plank aan de kust".
Tijdens de Russische Revolutie werd het gebied Karelia, waarvan Lautaranta onderdeel was, onderdeel van Finland. De plaats bleef onderdeel van Finland tot de Winteroorlog (1939-1940), toen de Sovjet-Unie het gebied heroverde.
In 1946 vond de overheid van de Sovjet-Unie dat er rond Leningrad (de toenmalige naam van Sint-Petersburg) een gebied met gezondheidsresorts en andere recreatiegelegenheden moest komen. Dit gebied waarin ook Smoljatsjkovo lag besloeg in de jaren 60 zo'n 150 km² en was een van de belangrijkste en grootste recreatiegebieden van Rusland. De meeste zomerkampen in de plaats zelf werden eind jaren 50 en begin jaren 60 opgericht.
In 1948 werd de naam van Lautaranta veranderd in het huidige "Smoljatsjkovo". Dit ter ere van sluipschutter en Held van de Sovjet-Unie Feodosieja Smoljatsjkovo, die voor zijn dood in 1942 bij Poelkovo, tijdens de Tweede Wereldoorlog aan het front bij Leningrad 125 Duitse soldaten neerschoot. In het park van Smoljatsjkovo staat tevens een monument gewijd aan hem.

## Geografie
Smoljatsjkovo is gelegen aan de Finse Golf, waarlangs zich in de plaats zandstranden bevinden. Het gebied binnen de grenzen van Smoljatsjkovo wordt voornamelijk gedomineerd door bossen. De bebouwing is uitsluitend aan het zuiden en langs de kust van de plaats te vinden. Door het bos loopt een kale strook, waar een elektriciteitsleiding doorheen loopt. In het zuidoosten van Smoljatsjkovo bevindt zich een openbaar park.

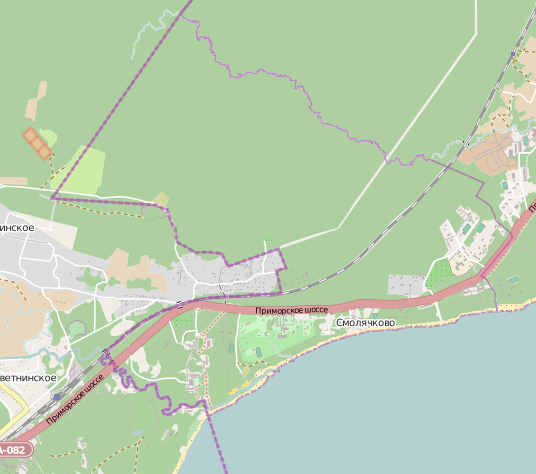
Het gebied binnen de paarse lijnen is Smoljatsjkovo

## Demografie
In 2010 telde Smoljatsjkovo in totaal 610 inwoners, waarvan 176 mannen (28,9%) en 434 vrouwen (71,1%). Het is op Serovo na qua inwonertal de kleinste stadsdeelgemeente van de in totaal 21 stadsdeelgemeentes in Sint-Petersburg. Het is tevens de stadsdeelgemeente met verreweg het grootste percentage vrouwen van het totaal aantal inwoners en daarmee ook de stadsdeelgemeente met het kleinste percentage mannen. Acht jaar eerder in 2002 telde Smoljatsjkovo 568 inwoners, waarvan 156 mannen (27,5%) en 412 vrouwen (72,5%). Het was toen de op twee na kleinste stadsdeelgemeente; toen was niet alleen Serovo kleiner, maar ook Oesjkovo had een kleiner inwonertal.

## Recreatiegebied
Smoljatsjkovo maakt deel uit van een groot recreatiegebied ten noordwesten van Sint-Petersburg. De plaats is de meest westelijke plaats van dit recreatiegebied en in de plaats bevindt zich een negental pensions en zomerkampen. Eerder bevonden zich in Smoljatsjkovo meer zomerkampen; minstens twee zomerkampen zijn gesloten. Deze twee zomerkampen zijn "Lastotsjka" en "Albatros". Op het terrein van het voormalige zomerkamp Albatros bevindt zich nu een park met vakantiehuisjes, genaamd "Akademietsjeskieje Datsji". De bestaande zomerkampen en pensions zijn: Vostok-6 (pension), Krasnaja Zvjezda (pension voor veteranen van de Grote Vaderlandse Oorlog), Bjerjozka (zomerkamp), Boerjevjestniek (gezondheidskamp voor kinderen), Dzjerzjienjets (zomerkamp), Rakjeta (gezondheidskamp voor kinderen), Joenij Stroietel (gezondheidskamp voor kinderen), Droezjba (gezondheidskamp voor kinderen) en PNI-6 (gezondheidspension).

## Verkeer
Door Smoljatsjkovo loopt één hoofdweg, de "Primorskoje sjosse" (A123). Deze weg begint in No. 65. In de plaats bevinden zich ook enkele andere kleinere wegen. Naast wegen loopt er door Smoljatsjkovo ook een spoorweg, maar er bevinden zich geen stations van deze spoorweg in de plaats.
Door Smoljatsjkovo lopen vier buslijnen: de 213 van Zelenogorsk naar Pesotsjnoje, de 420 van Zelenogorsk naar Krasnaja Dolina, de 420A van Zelenogorsk naar Ozerki en de 420B van Zelenogorsk naar Peski. In de plaats bevinden zich zes bushaltes, die zich allemaal aan de "Primorskoje sjosse" bevinden. Alle bushaltes worden door alle vier de buslijnen gebruikt.

## Bekende inwoners

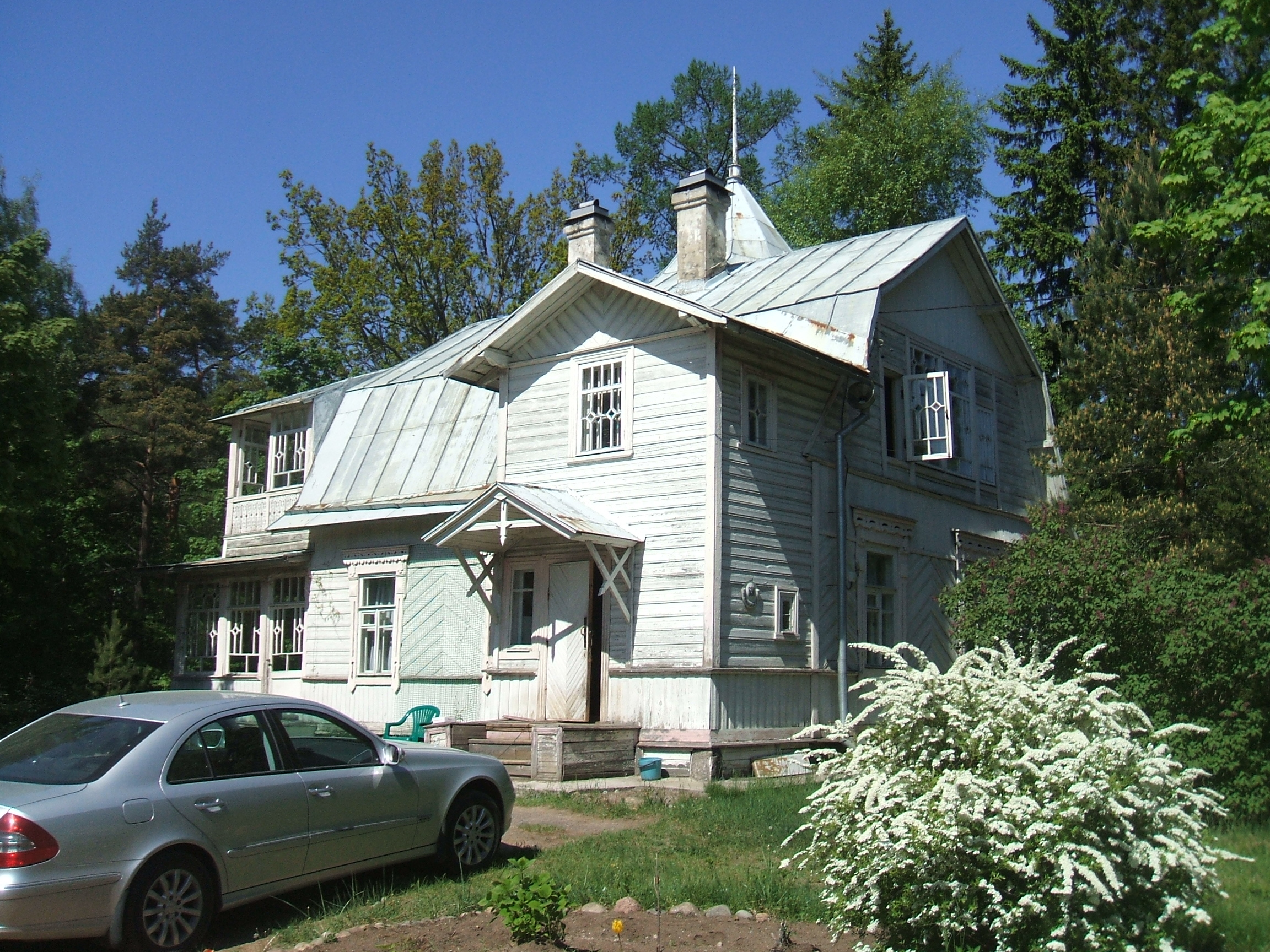
"Tichi Bereg", de voormalige residentie van Vladimir Bechterev en zijn gezin

- Valentin Serov (1865-1911) - Van 1901 tot zijn dood in 1911 woonde kunstschilder Valentin Serov in Smoljatsjkovo. Zijn huis bestaat echter niet meer.
- Vladimir Bechterev (1857-1927) - Wetenschapper Vladimir Bechterev had zijn zomerhuis in de plaats. Hij noemde deze "Tichi Bereg", wat Russisch is voor "rustige kust". Hij verbleef met zijn gezin in het huis gedurende zondagen, vakanties en de zomer en hij schreef er ook enkele werken. Na de Russische Revolutie toen Smoljatsjkovo onderdeel van Finland werd, werd het huis zijn vaste residentie. Tichi Bereg staat aan de kust en bestaat nog steeds. Het huis is benoemd tot historisch erfgoed.[13]